# Heinersreuth
Heinersreuth è un comune tedesco di 3 809 abitanti, situato nel land della Baviera.